# 中銀カプセルタワービル
中銀カプセルタワービル（なかぎんカプセルタワービル）は、黒川紀章が建築設計した集合住宅である。2本の主柱に合わせて140個のカプセル型居住空間が取り付けられ、単身者向けの都心のセカンドハウスとしてデザインされた。一方、利用者のニーズにより事務所としても活用された。1972年（昭和47年）、東京都中央区銀座で竣工し、老朽化により2022年に解体された。世界で初めて実用化されたカプセル建築であることに加えメタボリズムの象徴的建築であり、黒川紀章の代表的作品であった。

## 歴史

### 依頼
施主は中銀マンシオンの渡辺酉蔵。渡辺は貸しビルの案件を担当したことをきっかけに弁護士から不動産業に転身し、中央区銀座から名前を取った中銀建物と中銀マンシオンという2つの会社の社長をしていた。アメリカ旅行でセカンドハウスに触発された渡辺は別荘の民主化を提唱し、別荘が作りや値段において一般的な住宅と同様の売られ方をしていた時代に、大衆に手が届きやすいものを提供しようとしていた。
一方、建築運動・メタボリズムグループの中で、最低限の機能のみで構成された居住空間「カプセル」という手法に強い関心を持っていたのが黒川紀章だった。黒川は機能を分割したカプセルを組み合わせた「カプセル建築」で建築を捉え直し、メタボリズムの生命の原理、代謝といった考え方を表現しようとした。カプセル建築のプロトタイプである、黒川の設計による大阪万博の「空中テーマ館」や「タカラ・ビューティリオン」に感心した渡辺は、新しく建築予定だった銀座8丁目のマンションの設計を黒川に依頼することにした。特別な建物を所望する依頼主に対し、黒川は都心型のセカンドハウスをカプセル建築で実現しようとした。
社内ではコストが通常の2倍かかることから強い反対意見があったものの、渡辺の伝記「空を買った男」には「個人財産を費やしてでも実現する」という強い思いを持っていたことや、社員を説得するために「カプセル一つで広告費はいくらになるだろうか」と問いかけたと記述されており、最終的にチャレンジ精神を重んじる社風が優先されている。

### 設計
まず黒川がデザインしたスケッチを元に、事務所スタッフの阿部暢夫と上田憲二郎が詳細な設計図作成を担当した。建物のコアの部分は下沢康二、カプセルは茂木愛子が担当した。工場から輸送できる限界の大きさを逆算しカプセルの寸法が決まると、最大で140個のカプセルが取り付けられることが分かり、渡辺が重要視する採算性もクリアできると確信した。若いスタッフが担当していたこともありカプセルの重量に苦労していたが、事務所を訪れていた松井源吾が構造設計を手助けすると重量は半分まで削減された。阿部と上田らスタッフが模型の製作をしていくうちに、見た目も美しいカプセルの組み合わせ方が固まっていき、黒川の承認を得たことでデザインが確定した。実際に製造されるカプセルが140個ということもあり、量産化のための金型を作るわけにもいかず製造を請け負う会社を見つけるのに苦労したが、海上用コンテナを製造していたアルナ工機がカプセル本体を、内装はYS-11も手掛けたことがある大丸装工部が担当することに決まった。施工を担当する大成建設はエレベーターや配管の設置が特殊なこともあり、カプセルタワーのためだけの技術委員会を新たに設置し対応しようとした。
設計中には、渡辺の心変わりにより予定地に自社ビルを建てることになり、建設中止の連絡が来たことがあった。渡辺と直接話し合う中で黒川はカプセルタワー内にオフィスフロアを新しく盛り込むことを提案し、その案に渡辺が納得したので建築計画は続行されることになった。建築許可を得るため都庁や建設省との折衝を担当していた上田は、この修正により設計案の見直しをしなければならなかったが、既に申請から1年半経過していることもありなんとか承認を得て着工できることになった。申請に時間がかかった理由について建築の特殊性があり、階数や床面積をどのように定めるかの検討、防火認定を得るための実証実験、防災・避難計画の策定が行われた。また建築関係以外にも、税金や保険、カプセルを取り外した場合の所有権がどうなるのかといった法律面の課題や、カプセルが工場で完成した時点から発生する金利を誰が負担するのかといった論点があった。

### 建設
あらかじめ工場で作成されたコンクリートパーツ、エレベーター、階段などを現地へ輸送し、軸となる2本のシャフトが完成すると1971年11月8日からカプセルの取り付けが始まった。カプセルは、450キロ離れた滋賀の工場からその日ごとに取り付ける分だけ順次輸送されていった。カプセルの保存場所に余裕がなく、輸送に使う大型車両の通行時間の規制もあったため、前日の夕方に出発し当日の朝に到着する段取りだった。クレーンで吊り上げられたカプセルはボルトでシャフトに固定されていった。作業員も最初は固定作業に1時間ほどかかっていたが、カプセルの固定は反復作業なので慣れると15分ほどに短縮されていた。大成建設は、工期短縮を図りながらも全行程の15万5000時間を無事故で完遂している。1971年12月24日に最後のカプセルが取り付けられると、残りの配管や内装工事は1972年4月5日に終了しついに竣工した。

### 入居開始
全体工事終了の2日後には早速住民の入居が始まった。カタログの挿絵は、カーグラフィックで車の内装を担当しているイラストレーターに依頼し、ベッドに横たわりながら電話をかけるビジネスマンの写真が使われ、キャッチコピーの「ビジネスに遅れをとらない」ことが強調されたものとなった。1日1000件の問い合わせが来る大反響で、年末には100室ほどが売約、予約済となった。土地は中銀マンシオンが所有しており、カプセルの所有権が380万から486万円で分譲された。管理費は月額で1万3900円ほどだった。
売れ行き好調の理由について雑誌「都市開発」では、銀座、新橋、羽田空港に近く交通の便が良いこと、オフィス街に近く会社の会議室や休憩室としての需要もあったと分析されており、分譲についても好意的に取り上げられている。中銀マンシオンによると購入者の74%が男性、平均年齢が42.9歳、7割が会社員であり、利用目的では、半数以上が「寝る場所」としていた。当初予測では、都内在住者の購入は20~30%ほどだろうと考えていたが、目論見とは違い60%の購入者が都内在住者であった。また、都内のマンション建築は一定数投資目的で購入されるものの、カプセルタワーはそれらと比較して著しく低い割合だった。
建設当初は、郊外や遠方に住んでいる利用者の事務所機能や、本社が地方都市にある企業の宿泊施設として利用されることが多かったものの、バブル期には投資物件として注目が集まった。1987年に行われた管理会社である中銀ハウジングへの取材では、オフィス利用者が半数で残りは投機目的であり住居としてほとんど使われておらず、年間1割の所有者が入れ替わることで地価が高騰し、当初の販売価格から3倍に上昇していることが語られている。また、不動産データを扱う東京カンテイによれば、1990年にはカプセルの面積10 m2あたり4000万円まで価格が上昇した記録が残っている。

### 建て替え決議
バブル崩壊後に老朽化が進み配管設備の漏水が深刻化し、隣のビルの増築の影響で日が射さなくなると屋根の腐食で雨漏りにも悩まされることになった。設計上カプセルを取り外さないと共用部の配管の交換が行えなかったため、修繕も行われなかった。1997年の植田実の取材によると、オーナーの所在地がそれぞれ全国に散らばっていることや、カプセル所有者間で維持管理への関心の違いにより対応に苦労し、管理組合を設立したカプセル所持者の弁護士が管理会社である中銀ハウジングを巻き込む形で話し合いの場を設けた。集中冷暖房や24時間対応の給湯設備を一括で管理会社が請け負うのはコストに見合わず、個人で冷房を導入する対応が必要になり、スラム化の危機と隣り合わせだった。
多数のオーナーが建て替えに賛成する中、法改正された建築基準に適合しないことから解体されれば同じような建築は不可能なため、黒川は修繕案を提案し建て替えに反対した。建て替え推進派の試算によると、建築申請を再び提出しなければならないものの費用は一戸あたり511万円になる一方、黒川の修繕案ではカプセルの交換に一戸あたり880万円が必要になり部屋の広さも変わらなかった。一方、黒川の試算ではカプセル交換の方が安く、建て替えに5年ほどかかるのに比べ工期も8カ月で終わるとしている。2006年9月に行われた臨時総会では、所有者119人のうち委任状を含む81人が参加し、その内61人が建て替えに賛成した。2007年4月に行われた決議では80%以上のオーナーが賛成し建て替えが決定したものの、その後のリーマンショックの影響で解体業者が倒産し実施までいかず、決議も無効になった。
黒川は生前のインタビューで問いかけられた「メンテナンスについての話し合いはなかったのか」という質問に対し、1997年から黒川と大成建設でカプセル交換の要望書を提出していたと答えている。黒川は個人でもカプセルを買い取り、可能ならば全ての所有権を手に入れて改修を成し遂げたいという思いを持っていた。一方、2003年に発足した建て替え推進委員会は、2004年9月に黒川事務所と大成建設に補修案の提出依頼を打診しているが、回答は無かったと答えている。

#### 訴訟
2005年9月号の週刊新潮に掲載された、カプセルタワーがアスベストに汚染されているという記事に対して、黒川は名誉棄損の訴訟を起こしている。記事では、住民の一人の要望により行われた調査により、露出したアスベストがエアコンの風で部屋中に飛散していた可能性が指摘され、テーブルや床にも落ちていたことが確認されている。カプセルは鉄骨構造だが、内側の腐食を防ぐためアスベストの1種である「アモサイト」が吹き付けられていた。2005年6月のクボタの情報公開によりアスベスト問題が全国的に大きく取り上げられていた時期だが、カプセルタワーは吹付アスベストが禁止される1975年、アスベストが含まれた素材の利用が禁止される2004年より以前に建てられているので、法的に問題はなかった。黒川は話し合いの場で「カプセルタワーは世界遺産候補になっているから、一時的な補修で済ませたい」と発言したが、候補になるには築50年以上で文化財になっていることが条件なのだから間違っていると強く批判する記事だった。黒川は記事に協力したカプセルの所有者が、アスベスト問題の象徴として悪評を広めようとしているのではないかと疑い訴訟に踏み切った。
黒川はアスベストは室内を汚染しておらず、世界遺産候補と説明した事実はないと主張し1億円の損害賠償と謝罪広告を求めたが、東京地方裁判所は2007年4月11日、アスベスト汚染、虚偽説明に関する主要部分が事実であると認定し週刊新潮側の全面勝訴で終わった。

### 老朽化・解体

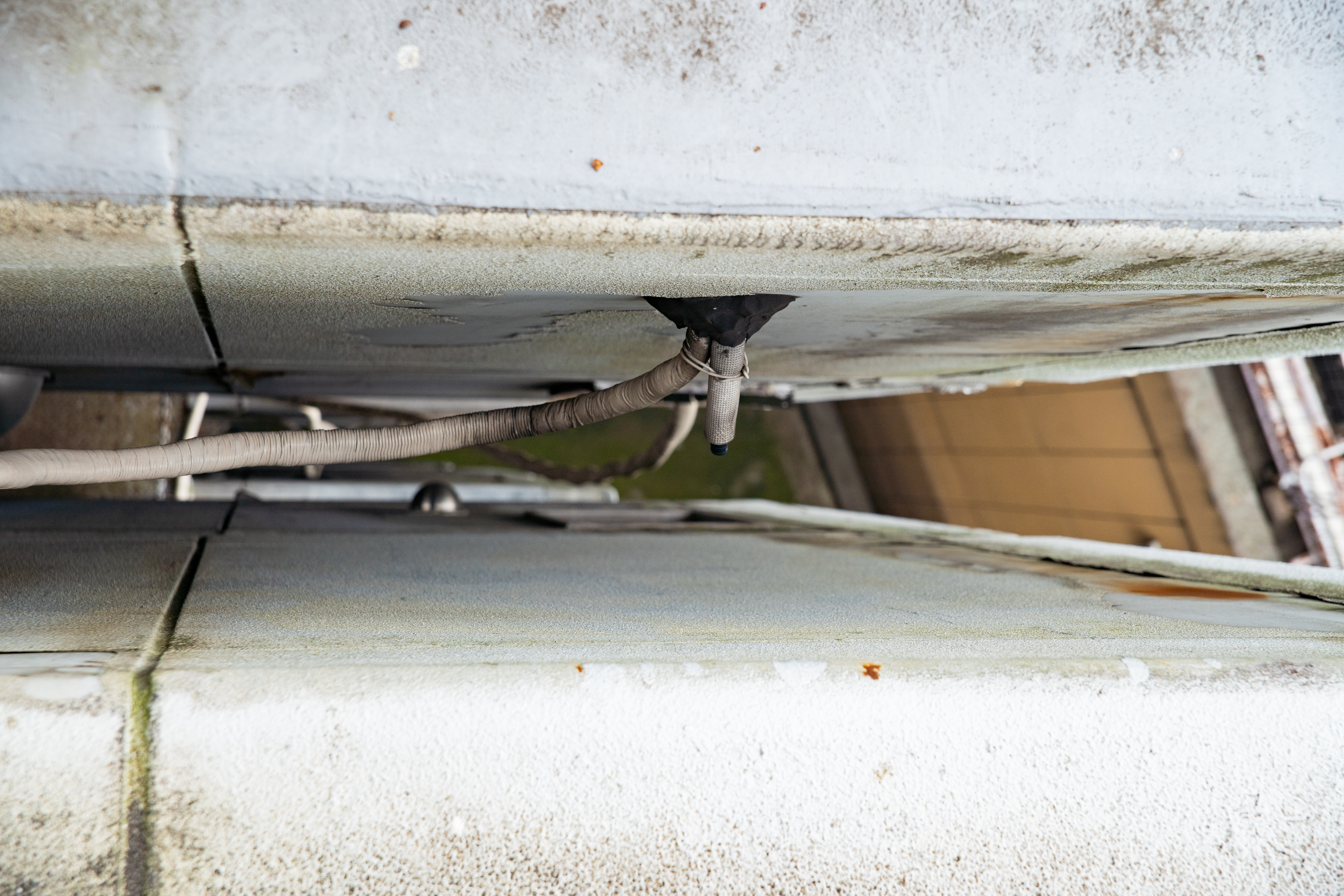
カプセル間のすき間

一旦は解体決議が無効になったものの2010年ごろに給湯管が破裂し、配管が張り巡らされていたこととカプセル間が狭いことから修理ができず、建物全体で給湯機能が停止した。1階にある簡易的なシャワースペースを交代交代で使わなければならず、浴槽は洗濯機置き場にして近くの銭湯に通う利用者も複数いた。セントラルヒーティングも故障しているため、カプセルの5面が外気と接していることからカプセル内は熱しやすく冷めやすい状態で各部屋で対処が必要だった。元住人の証言では、雨漏りで垂れてくる水にはサビが混じっている状態で、景気が上向いていたことから中止された建て替えの声が再び大きくなり、管理組合側の買い増しが進められた。
一方、2008年に住民による「中銀カプセルタワー応援団」というブログが開設されると、メディアから注目を集め取材を受けるようになっていった。2010年から2011年にかけてブログを通して連絡を取った前田達之がカプセルを購入していき、「中銀カプセルタワービル保存・再生プロジェクト」を立ち上げた。前田は、カプセルを手放すオーナーから買い取ることで所有カプセルを増やし、建て替えに反対できる数を得ようとしていた。

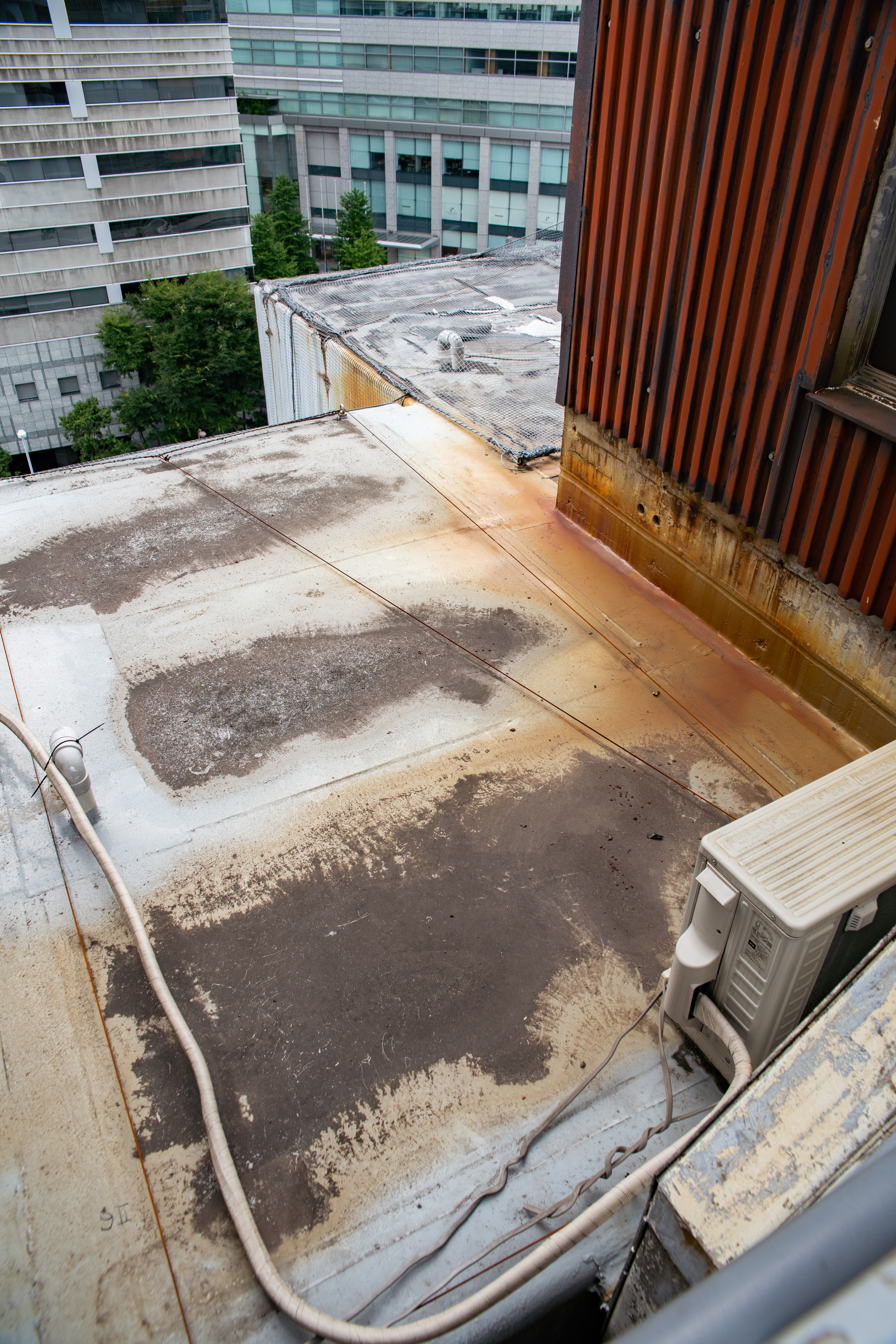
屋根にダメージのあるカプセル

保存・再生プロジェクトの2015年の調査では、140のカプセルの内使用されているのは半分ほどで、35名が住居として利用していた。プロジェクトが行ったアンケートによると、メリットとして交通の利便性が挙げられ、デメリットには特に空調やエレベーターの不具合を挙げる利用者が多かった。改善点については、洗濯機の設置、女性用シャワー、Wi-Fiのような共用設備の充実と大規模修繕が望まれていた。平成17年からカプセルタワーを扱っていた不動産会社のメイツホームでは、雨漏りが酷く給湯や空調に問題があることを事前に伝えた上で物件紹介をしていた。
住居と事務所の利用率は半々ほどで、毎日の住処にしている住人や気分転換のために月に4~5回しか使わない利用者もいれば、カプセル解体の危機感から部屋でパフォーマンスや展示を行ったりする利用者もいた。知人・友人にカプセルを体験してもらいたいと積極的に来客を招く所有者もいれば、オリジナルに近い形で残っているカプセルで、外国人向けの見学ツアーも開催された。保存・再生プロジェクトは所有するカプセルをマンスリーで貸し出し体験できる取り組みを行い、その中には無印良品がインテリアコーディネートしている無印カプセルと呼ばれる一室もあった。2016年には7人の所有者が、合計11個のカプセルに対し独自で防水工事を行った。掛かった費用は1カプセル30万円ほどで、損傷個所をシーリング材、ブチルテープ、板金を用いて塞ぎ、カプセル屋根部分にはウレタン材で防水加工を施した。保存・再生プロジェクトが運営するFacebookページには工事終了の報告と共に、修繕のための積立金1億円が使用されないとして、1/3の議決権を持つ中銀グループを批判するメッセージが発信された。
2018年に中銀グループが建物と敷地を売却し、新型コロナの流行をきっかけに経済的な理由で所有者がカプセルを手放していった。2021年3月22日に管理組合は臨時総会を開き売却を決議し、2022年4月21日に解体が始まった。解体は東京ビルドが担当し、まず内装を解体しカプセル内のアスベストを除去してから、骨組みだけになったカプセルを取り外していった。カプセル間は非常に狭く、解体作業は困難だった。カプセルは比較的状態の良いものから崩壊寸前のものまで老朽化具合は様々であり、状態の悪いものの中には「床板を剥がしたら、外壁が外れていたカプセルもあった」と東京ビルドの荒川課長は語っている。

## 構造

### シャフト

中銀カプセルタワービル6階の平面図

コアとも呼ばれる建物の中心となる縦長のシャフトは、メタボリズムにおける居住空間を支える枝の役割を果たす人工土地にあたり、エレベーターシャフトと階段、配管スペースのみで構成されるラーメン構造だった。地下階には電気室と空調室、受水槽があり、2階は中銀のオフィスフロアが割り当てられた。接続階の6,9,12階はブリッジで接続されA棟とB棟を行き来でき、避難ハシゴが配置されていた。基準階では各シャフトに8つずつのカプセルが接続され、ブリッジ階では7個のカプセルが接続された。それぞれの合計個数は、A棟で76個、B棟で64個である。
地下階から2階までが普通コンクリートで、3階から上は軽量コンクリートが材料に使われた。建設時に階段室が早い段階で利用できるように、床板とエレベーターシャフトの周囲の壁にはプレキャストコンクリートが使われた。エレベーター工事は昇降口3方枠やアンカーを先に埋めていたので、早く運転を開始することができた。
排水は省スペースのため、2本の配管を一つにまとめられるソベント方式が採用された。一方、水流音が発生するデメリットがあった。配管もプレハブ化されて搬入され、配管工事はシャフトの進捗具合に関係なくカプセル内部で行われた。一般的にはシャフトの中に納められる配管だが、シャフト内の構成を最小限にするためにカプセル間に露出することになった。また、配管を通すことができる最小の隙間でカプセル間の大きさは決まった。

### カプセル
| カプセル部位     | 作業者                         |
| ---------------- | ------------------------------ |
| 施工             | (株) 大丸装工部                |
| 鋼体             | アルナ工機(株) 姉川工場        |
| 床版             | シポレックス販売(株)           |
| 耐火被膜         | 日本バルカー工業(株)           |
| 内装・家具       | 大丸木工(株), あき もく工業    |
| 硝子             | 小谷ガラス(株)                 |
| ガスケット類     | 興国ゴム工業(株)               |
| 電気設備         | 吉沢電気工事(株)               |
| オーディオ製品   | SONY ほか                      |
| バスルーム FRP部 | 伊奈製陶(株)                   |
| 空調機           | ダイキン工業(株)               |
| 配管設備         | 大崎設備工業(株)               |
| 外装             | 富田工業(株), 三井金属鉱業(株) |
| 照明器具         | 松下電工(株)ほか               |
| 小型冷蔵庫       | 三洋電機(株)                   |
| カプセル運送     | 鈴与自動車(株)                 |

カプセルは初期の構想段階では複雑な構造をしていたが、単純化により最終的にシンプルな立方体となった。カプセル本体は軽量鉄骨の全溶接トラス箱であり、各トラス面は平面治具で組み立てられ改造したコンテナ用治具で固定し溶接作業を行った。外板は、ボンデ処理鋼板にリブ補強したパネルの組み合わせである。加工後に防錆塗装の焼き付けと、耐火と断熱のため石綿のケニテックスが主構造は45mm以上、外板部は30mm以上吹き付けられた。
カプセルとシャフトは別工場で作られたため、接合の精度には注意がなされている。特にカプセルは全数検査が行われ、構造部24ヶ所、ジョイント部9ヶ所、外板6ヶ所、入り口周りの6ヶ所が点検箇所とされた。それぞれの公差は、構造体部分で0~3mm以内、ジョイント部では±1mm以内である。その他にも、内装、外装、装備類について工場搬出時と取り付け後にチェックが行われた。カプセル内が狭いことや間違いを減らすため、カプセル内での切断や加工作業を減らし、アッセンブリ化した部品を組み合わせるようにする工夫が取られた。
採光や見晴らしから、取り付け位置や窓位置それぞれに縦と横の種類があるが、8種類のカプセルの大きな違いは、長辺、短辺どちらにドアがついているかである。
シャフトと接続するジョイント部分はカプセルが低い階から取り付けられていることから、下部側から作業することができない。したがって、下部部分はブラケット2ヶ所に乗せ、上部2ヶ所のみをシャフトにボルト止めし軸力と引っ張りを持たせたキャンティレバーになっている。シャフトとの接続後にジョイント部は、耐火性・耐久性のため軽量コンクリートで覆われている。

### 内装

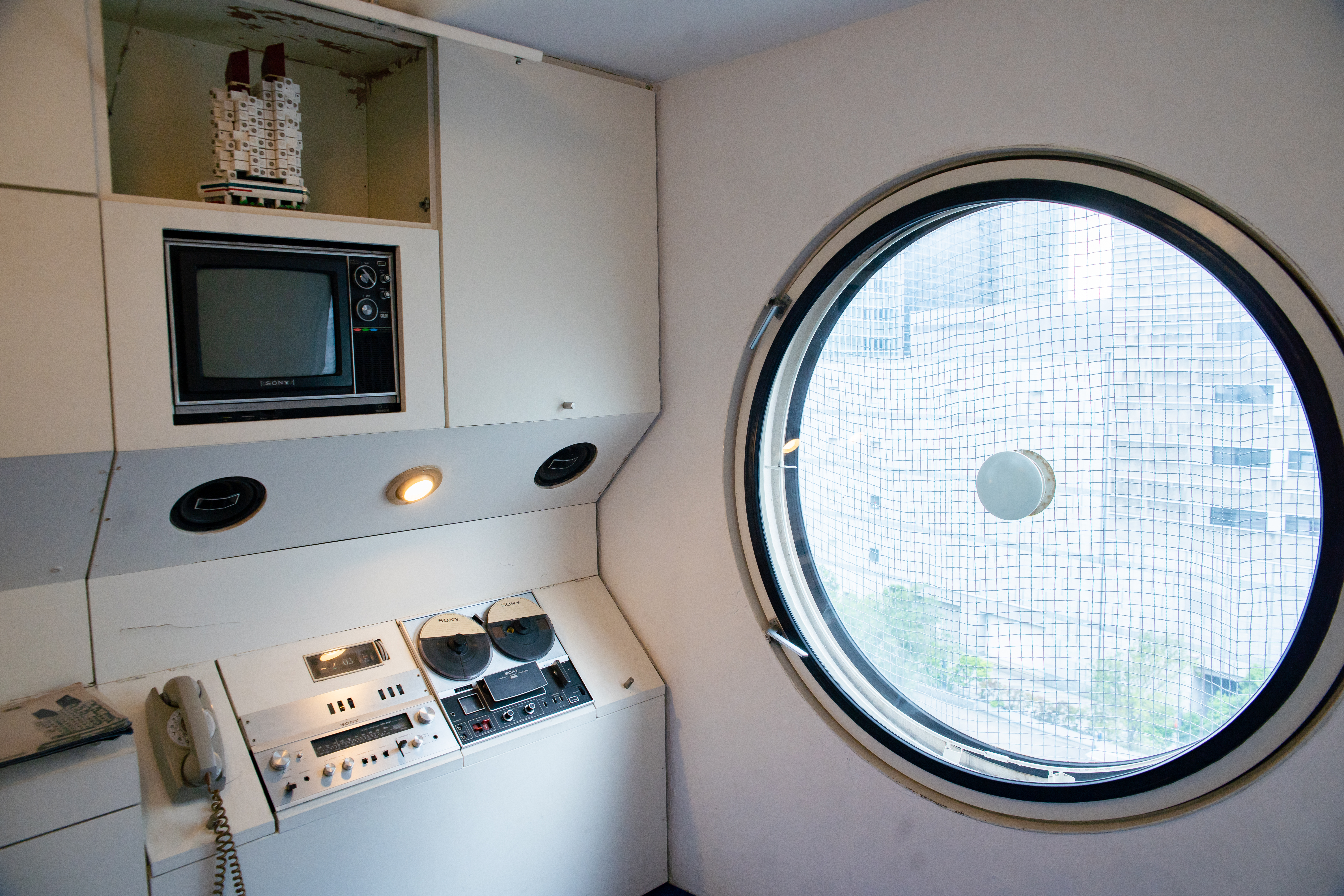
円窓と備え付けの機器

広さは10 m2で、幅2.3 m、奥行き3.8 m、高さ2.1 m。カプセルにはオフィス、ホテル、マンションの3タイプがあり、グレードも、スーパーデラックス、デラックス、スタンダードの3種類が用意され、色も白、黒、オレンジ、青の4色から選ぶことができた。ベッドとバスが不可欠な装備品として最初に導入が決まり、バスルームはできるだけスペースが小さくなるようにデザインされた。窓やブラインド、ベッドマッドは特注されており、中でも特徴的な円窓は黒川お気に入りの意匠で、都知事選に立候補した際の選挙カーでも用いられている。窓は2重で外側部分が嵌め殺しになっており、カプセル内の環境は空調設備の調子に左右された。

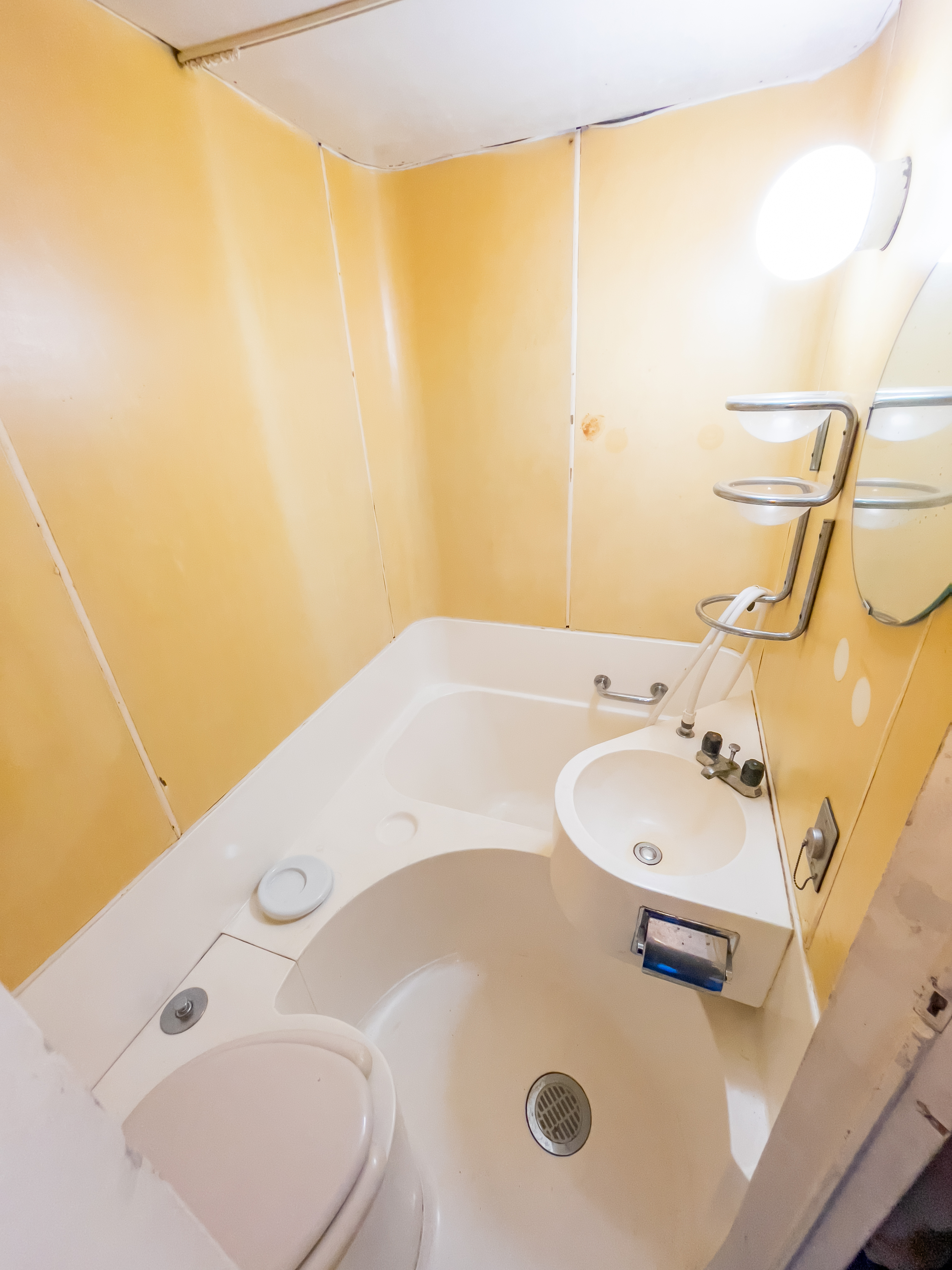
バスルーム

サラリーマンに必要なものを揃えた完結型ユニットで、ベッド、収納家具、バスルーム、テレビ、時計、冷蔵庫が標準装備となり、ステレオレシーバー、テープデッキ、ステレオスピーカー、空気清浄機、流し台、テーブルライト、卓上計算機などがオプションとして用意された。標準装備のみのスタンダードと、オプション15種類の組み合わせによってデラックスとスーパーデラックスとの差別化されたが、利用者それぞれが好みのオプションを発注していたため、実際には組み合わせは3種類以上あった。販売価格には歯ブラシや毛布の料金も含まれており、身一つでカプセルを利用開始することができた。内部に関しては設計する時間に余裕がなく、詳細にデザインできたわけではなかったと阿部は振り返っている。また、インテリアについて黒川から詳細な指示が無く、装備品については阿部の好みが反映されている。
施主の「ビジネスマンション」という構想により、用途が限定され厨房設備、リビングルームは不要とされた。ガスが通っておらず調理することは想定されていないが、保存・再生プロジェクトによる「中銀カプセルタワービル 銀座の白い箱舟」には、独自にミニキッチン設備を作った利用者やIHコンロ、ホットプレートを使用している例が紹介されている。

## 設計思想

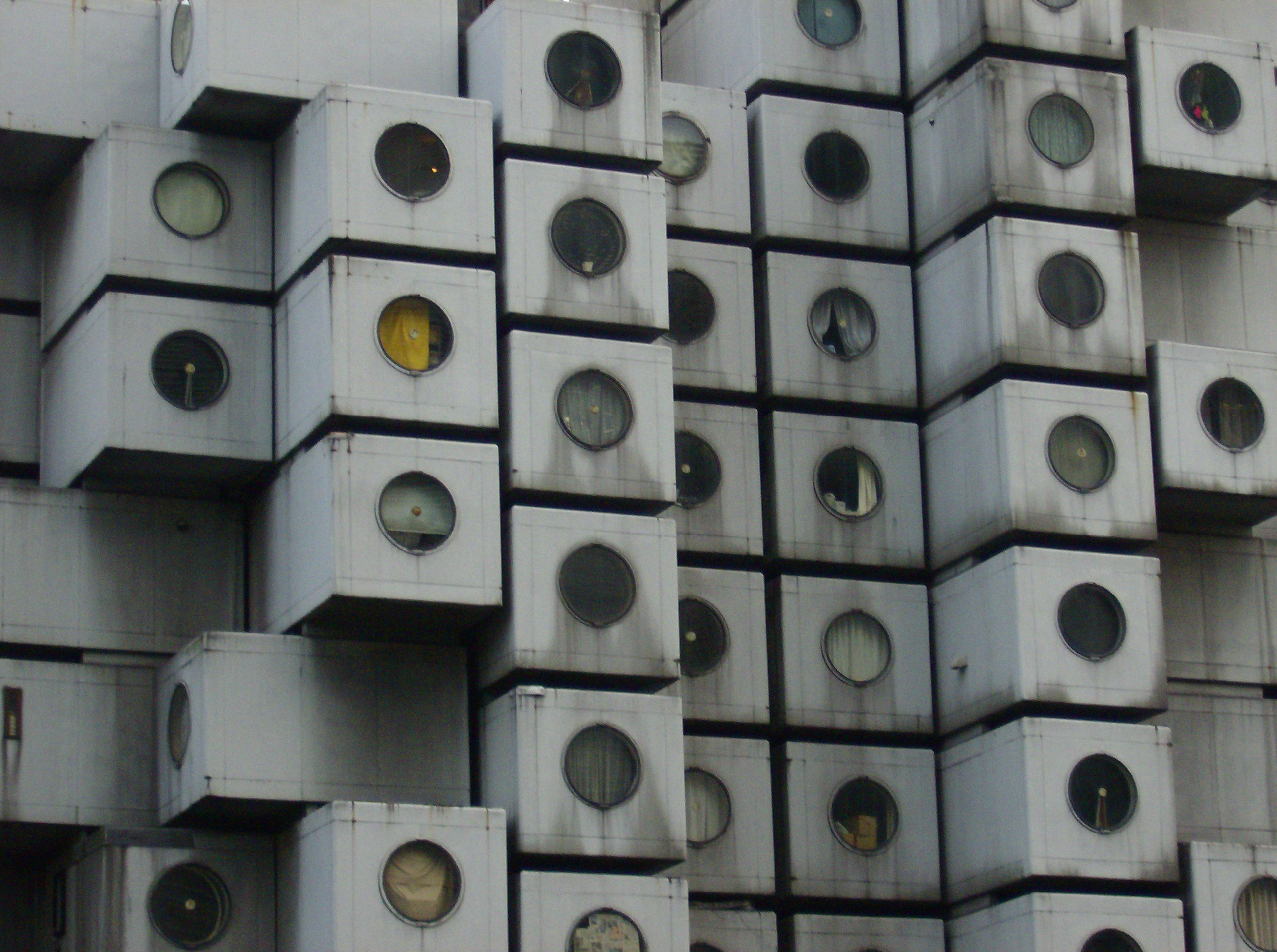
隙間なく配置されたカプセル

高度経済成長下の日本では都市拡張、人口増加が進み、住宅難に対応するためミニマムで機能主義的な住宅が求められ、1971年の「セキスイハイムM1」のような直方体のユニットを現場で組み合わせて完成するプレハブ住宅に注目が集まっていた。
黒川は方向性を同じにしながらも、進んでいく開発を憂慮し地球の資源は有限であると警鐘を鳴らし、新しい未来像を提示することを目指した。
黒川が日本万国博覧会において設計した「空中テーマ館 住宅カプセル」ではカプセルの組み合わせによって住環境を作るというアイディアが実現されており、カプセルタワーの原型になっている。住宅カプセルは博覧会展示のためショー機能の要素が強く、カプセルタワーは実用的なカプセル建築の第一歩といえる。
カプセル建築は、画一のものを量産化しコストダウンすることがメリットと考えられがちだが、黒川の目指したものは量産化による多様性という一見矛盾したものだった。一定期間で変容していくメタボリズムのコンセプトでは、建築家は建築後も主体性を持ち続けることができない。カプセルそれぞれの持ち主が主体性を持ち、新しいものや異質なものが取り込まれていくことで住民が建築に参加することができた。黒川にとってカプセルタワープロジェクトの意義は個の空間を創り出すことだったが、末期にはビジネスマンからクリエイティブ系の職種の利用者が増え人の新陳代謝が起こり、それぞれの解釈で多様なカプセルの利用がなされた。

### メタボリズム
メタボリズムのグループの中でも、黒川は生物の新陳代謝という概念に最もこだわった建築家だった。メタボリズムの「代謝する建築」という考え方を実現するため、カプセルを細胞の一つに見立てて、カプセルの交換によって新陳代謝を表現しようとした。
技術の進歩や生活を取り巻く変化が急激になっていくと設備の技術更新が追い付かず、電気系統の4~5年からコンクリートの50~60年といった異なる耐用年数が同じ建物に混在し、短い耐用年数が建築全体の寿命も短くしてしまうことが増えていっていた。建築素材の耐用年数に余裕があっても、電気や水道システムの老朽化により解体される建築物がある一方、自動車はエンジンなどの部品を交換して長期間使用することが想定されて設計されている。そこからヒントを得た黒川は、予め寿命を25年とし交換していくことを想定したカプセルで、コントロールの主体を人間に取り戻し、社会や個人のニーズによる「社会的耐用年数」にも対応し変化していく建築を目指した。

### ホモ・モーベンス
高度経済成長により都市の移動が容易になると、価値観の変化、人や物の移動、情報の流れという新しい流動性が発展していき、黒川は「動」という価値観に従って生きる人間を「ホモ・モーベンス」と名付けた。黒川は著書「ホモ・モーベンス」の中で「カプセル宣言」を発表し、第二条で「カプセルとは、ホモ・モーベンスのためのすまいである。」と規定した。一つの家に縛られることなく、1日24時間のうち都心の様々な施設にアクセスし豊かなライフスタイルを送るため、オフィス、またはセカンドハウスとしてカプセルタワーは提案された。
個々人それぞれが自らのヤドカリを持ち移動可能であることがカプセルタワーのコンセプトであり、長期休暇にリゾート地やスキー場へトレーラーで運んでいくことを想定していたことから、カプセルはシャフトに止められているだけだった。しかし、実際に移動可能であっても、現地の電気やガス、通信などのライフラインと接続できないため、あくまでも構想であった。カプセルタワー建築後の雑誌新建築1972年6月号では、給湯給水設備を移動可能にした「ムービング・コア」や「レジャー・カプセル」が発表されている。
カプセルタワー以後ホモ・モーベンスの考え方が定着することはなかったが、コロナ禍によりオンラインで場所を選ばずに仕事をしなければいけなくなり、黒川の思想が再注目されることとなった。

## 評価・影響
世界で初めて実用化されたカプセル建築で、メタボリズムの代表的な作品であり、世界的に著名な建築だった。外国人旅行者もしばしばカメラを向けるほどで、2015年に来日した映画監督のフランシス・フォード・コッポラは、カプセルタワーに関心を持っており実際に建物を見学している。
建築直後からはとバスでは黒川紀章の名前と一緒にカプセルタワーが紹介されており、「近代建築辞典」の日本の項目には、丹下健三の国立代々木競技場とカプセルタワーだけが戦後建築の象徴として掲載されていた。2006年には、DOCOMOMO JAPANによる日本におけるモダン・ムーブメントの建築に選定されている。建て替えの声が大きくなってきた2005年から2006年にかけて建築学会、建築士連合会、建築家協会、DOCOMOMO Japanの4団体それぞれが管理組合に対し保存要望書を提出しており、建築学会の要望書には「世界の戦後建築史に欠かせない」、「イギリスをはじめ諸外国から保存を望む声がある」ことが書かれていた。
イギリスの前衛建築家集団のアーキグラム、ドイツのヴォルフガンク・デーリンク、オーストリアのギュンタードメニクらが、1960年代に相次いでカプセル建築のアイデアを発表していたものの、アーキグラムのデザイン案は実現可能性が考えられたものではなかった。その中で唯一建築物として実現に至ったのが中銀カプセルタワーだった。メタボリズムという思想を純粋に体現した唯一の建築で、全てのユニットは交換可能であり中心のコアを建て増せば増殖していく構想もあった。実際にはユニットは下から積み上げているため、どこか一つだけ交換するということが不可能であり、カプセルの交換が行われなかったことからメタボリズム建築の失敗例ともいえる。カプセル交換の作業性よりも耐久、耐火性が優先されているのは、頻繁に交換されることを想定せずに交換することが"できる"レベルにとどめているからである。また、分譲によりカプセル所有者それぞれが権利を持っていたため、管理側による一括のカプセル交換が不可能だった。黒川の当初の構想では賃貸物件であり、カプセルの耐用年数である25年が経過したら交換することを想定していた。一方、渡辺は分譲することで一気に資金を回収し、カプセル建築を増やしていく野心を持っていた。
カプセルタワー完成後も、黒川事務所、中銀マンシオン、大丸装工部の共同でレジャー向けのカプセル開発が続けられた。静岡のリゾート地、宇佐美にカプセルビレッジを作る構想があり、開発された「LC-30X」タイプのカプセルはガスレンジ、調理台、換気ファンが標準化され、オプションで冷蔵庫やボイラーの追加ができた。リビング、寝室、給水設備の3種類のカプセルを、敷地の大きさに合わせて組み替えられるようになっており、大丸装工部は「万博やオリンピックのような大規模イベントの宿泊施設に使えるのではないか」と期待を寄せた。価格は150万円ほどでホテル業界にも注目されたが、受注生産ということもあり20棟ほどしか売れなかった。
中銀マンシオンの有藤常務は、建築直後の反響に比べニーズがそこまで伸びず、オイルショックや時代の移り変わりによる価値観の変化により後継カプセル建築が作られなかったと語っている。大丸装工部は経験を活かし、ベッド、テレビ、ラジオ、アラームを一体化したカプセルベッドを開発し、1000万個が売れる大ヒット商品になった。大成建設ではその後カプセル建築に取り組むことはなかったが、特殊な工法に挑戦したことから大手建設会社の中でプレハブ技術が向上したと当時の現場所長が振り返っている。
設計を担当した阿部暢夫は個人用カプセルが備わっていることから、カプセルタワーよりも大阪万博の「住宅カプセル」を黒川が提唱したホモ・モーベンスのコンセプトを体現した建築と位置付けている。黒川は一つ屋根の下という家族観の解体を目指していたが、カプセルタワーでは家族の構成員それぞれがカプセルを持ち合わさって住むという構想は実現に至っていない。建築された第1期のカプセルタワーではカプセルが螺旋状に配置されていたが、実現しなかった第2期の構想ではカプセルは水平に配置され、連続したカプセルにより家族や個性的な使い方が期待されていた。近江榮は、ワンルームマンション、カプセルホテル、ユニットバスが一般化する前から建築として実現しているところを評価しながらも、黒川が提示したコンセプトが投機対象になるなど正統継承されなかったことを残念だと話している。建築ジャーナリストの田辺明子は、黒川の問題提起が真正面から受け止められなかった理由に法規制や行政の怠慢など社会にも問題があるとし、カプセルタワーは都市の歪みを測る「原器」と表現している。
2008年に雑誌・新建築紙上で行われた山本想太郎、石黒由紀、高橋堅、山代悟による座談会では、メタボリズムを現実の建築として実現した功績が讃えられ、カプセルの工業的な完成度が高く、建築の付属品としてではなくカプセルが重要な構成要素になっていることが評価されている。高橋は、カプセルという特殊な制約があるため、建築として今一つな部分もあり記念碑的だとしている。また、ル・コルビュジエのドミノシステムの最小単位である「メゾン・ドミノ」の連結していくユニットというコンテクストの延長にありながら、カプセルが並んでいるだけで関係性は生まれていないのではないかと問いを投げかけている。それを受けて石黒は、カプセルがフレームの外側に配置されていることに注目し、カプセルを閉じた一つの単位として表現したかったのではないかと答えている。山本の考えでは、関係性はカプセルではなく都市や環境とのネットワークに表現されているのではないかとしている。石黒は、様々な方向を向いたカプセルの異なった景色を所有している「ここにいる」という感覚を体験し、ホテル的なカプセルが個人の居住空間足りえる理由に窓と扉を挙げ、インフラとプライバシーが最小構成要素なのではないかと分析している。山本は、カプセルだと意識できるのは外観からで、内側に妥協が見られることから黒川は外へのプレゼンテーションの意識が強かったのではないかと分析し、カプセルをバランスよく配置しなければならないという制約がある一方、カプセルを徹底的に並べることで集合体の建築として成り立たせていると評した。1階部分にロビーやテナントスペースが十分に設けられていないのは、黒川からの「外へ出ろ」というメッセージなのではないか、という発言もあった。「今自分がカプセル建築を作るとしたら」という問いに、山代は個人用ではなく、パブリックな空間に音楽や図書のカプセルを配置することに興味があると答えている。

## 保存活動

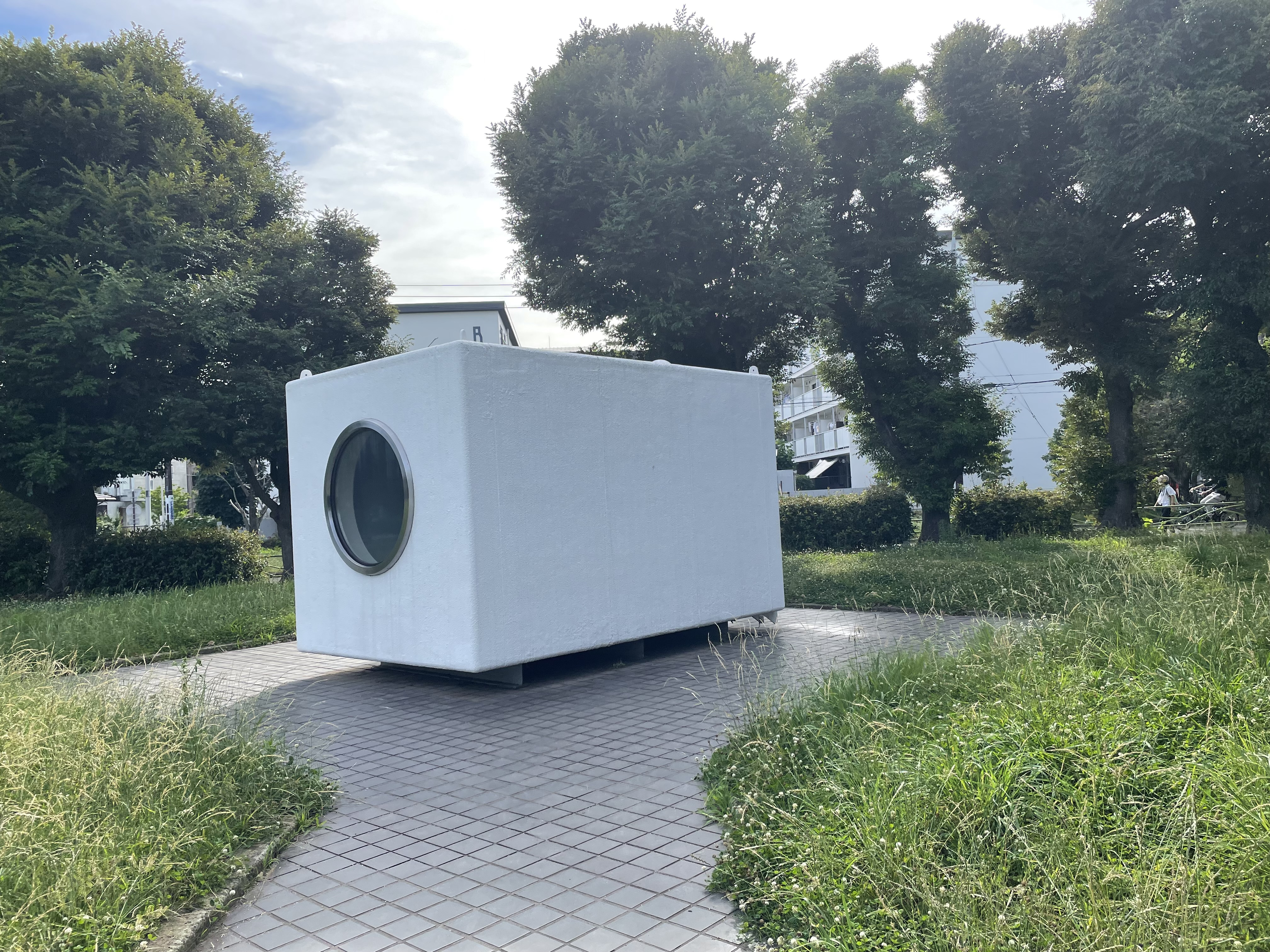
北浦和公園に展示されている中銀カプセルタワービルのプロトタイプカプセル

建物玄関に置かれていたモデルルーム用のカプセルは、2011年から2012年にかけて開催された「メタボリズムの未来都市展」において六本木通り沿いに展示された。開催終了後に森美術館は黒川が設計をした埼玉県立近代美術館へ寄贈した。さいたま市の北浦和公園彫刻広場に美術品として配置され、内装が綺麗な形で残っており、外から観賞することが可能となっている。美術館側は月に1回アスベスト濃度を検査しており、不安の声に対応している。
保存・再生プロジェクトは、中銀グループから地権を買い取ったCTB合同会社と交渉し、解体の際にカプセルを保存用に取り外し活用していくことに合意し23基のカプセルを確保した。これら23のカプセルのうち、9室が内装を全て取り外し、外枠だけを保存したスケルトンタイプ、14室が設備の新調などによりできるだけオリジナルに近い状態を保ったオリジナルタイプとして保存された。2024年現在、これら23基のうち12カプセルの再活用が公開されている。
2023年にはアメリカのサンフランシスコ近代美術館への収蔵が決まったほか、2基が松竹が新しく創設するイベントスペース「SHUTL」へ展示された。SHUTLに設置された2基のカプセルはひとつがオリジナルタイプ、もうひとつがスケルトンタイプであり、美術館に保存されている観賞用のカプセルとは違い展示やワークショップに利用できるのが特徴となっている。8月24日からは、和歌山県立近代美術館がオリジナルタイプのA908を収蔵した。淀川製鋼所はカプセル1基を取得してトレーラーに改造し、自社のデザインブランドである「YODOKO+」のシンボルとして利用している。GINZA SIXもカプセルを取得し、11月10日から12月25日にかけて、アートユニット「YAR」によりモニュメントとして改造されたものが展示された。2024年4月13日から、INAXライブミュージアムでカプセル1基の展示がはじまった。鎌倉市の不動産会社エンジョイワークスは、保存・再生プロジェクトから5つのカプセルを借り受け、2024年秋から、横須賀市のソレイユの丘にて宿泊施設としてオープンさせる計画を発表した。 
2013年から会員制のシェアオフィス「B908プロジェクト」を運営していた いしまるあきこは、活動に理解を示した所有者の協力でA606号室を借り受け、2017年にシェアオフィスとレストアを目的とした「A606プロジェクト」を立ち上げた。オリジナル状態のカプセルが残らない危機感からリフォームではなくレストアにこだわり、残っている機器類は修理し、失われていた部分については他のカプセルを参考にしながらプロに製作を依頼した。2018年に元所有者が買い受け企業に所有権を売却したが、弁護士の力を借りて606号室の使用を継続することができ、その後の話し合いで解体時にカプセルを譲り受けることにも合意した。解体作業では状態の良いカプセルがその場で壊されているのを目の当たりにし、交渉の結果合わせて7つのカプセルを保存することになった。
黒川事務所は、不動産クラウドファンディングを運営するLAETOLI株式会社と共同でカプセルタワーの設計情報に紐づいたNFTを販売した。購入者はカプセルタワーの3次元データに基づき自由に建設が可能で、設計側が再建を公認する例は世界的に珍しかった。